# Unlimited SaGa
Unlimited SaGa is een videospel voor het platform Sony PlayStation 2. Het spel werd uitgebracht in 2002. Het perspectief van het spel is in de derde persoon en het spel wordt beurtgebaseerd gespeeld. Het spel gaat over zeven verschillende personages, die onbewust allemaal een rol spelen in het lot van hun wereld.

## Personages
| Naam   | Gespeeld door  | Omschrijving                      |
| ------ | -------------- | --------------------------------- |
| Laura  | Kelli Cousins  | ex-piraat                         |
| Judy   | Hilary Haag    | oude heks                         |
| Ventus | Chris Patton   | gare koerier                      |
| Mythe  | Vic Mignogna   | uitvinder en playboy              |
| Kurt   | James Marshall | nobele ridder                     |
| Ruby   | Jessica Boone  | jonge nep-waarzegster             |
| Arminc | Tiffany Grant  | eekhoorn-achtige Chappa stamhoofd |

## Ontvangst
| Beoordeeld door                | Jaar | Score |
| ------------------------------ | ---- | ----- |
| GamePlasma                     | 2003 | 66%   |
| Game Informer Magazine         | 2003 | 65%   |
| Adrenaline Vault, The (AVault) | 2003 | 60%   |
| RPGamer                        | 2003 | 60%   |
| Game Over Online               | 2003 | 50%   |
| Game Power Australia           | 2004 | 45%   |
| Mania                          | 2003 | 42%   |
| GamersMark                     | 2003 | 30%   |
| GameSpy                        | 2003 | 28%   |
| Gaming Nexus                   | 2003 | 0%    |